# Craigmillar Castle
Craigmillar Castle is een goed bewaard 15e-eeuws kasteel in Edinburgh (Schotland), gebouwd door de familie Preston. Het kasteel is verbonden met het levensverhaal van koningin Mary Stuart.

## Geschiedenis

### Preston
Koning David I van Schotland schonk in de 12e eeuw het land waar thans Craigmillar Castle staat aan Dunfermline Abbey.
In 1374 schonk Robert II van Schotland het gebied van Craigmillar als erfelijk leengoed met de verplichting tot het leveren van een boogschutter aan het koninklijke leger (als dat gevraagd werd), aan Sir Simon Preston, een belangrijk lokale figuur die meerdere malen sheriff van Edinburgh was.
Zijn kleinzoon, Sir George Preston, begon met de bouw van het torenhuis in het hart van het kasteel. Hij stierf in 1424 en werd opgevolgd door zijn zoon John. Diens zoon William Preston, die hem in 1442 opvolgde, was waarschijnlijk degene die de grote muren om het kasteel liet bouwen. William was tevens degene die aan de kerk van Edinburgh het armbot van de patroonheilige van de stad, St. Giles, doneerde.
In 1453 stierf hij en werd hij opgevolgd door zijn zoon William, die in 1478 door zijn zoon Simon werd opgevolgd. Van de koning Jacobus III van Schotland kreeg hij de opdracht diens jongere broer John, graaf van Mar, gevangen te houden.
In 1511 maakte Jacobus IV van Schotland het land van Craigmillar, inclusief het kasteel, de versterking en de molen, tot een vrije baronie met de verplichting om twee Schotse penny's aan de kroon te betalen op Pinksterdag. De buitenste muren met de familiekapel van het kasteel zijn waarschijnlijk door Sir Simon Preston gebouwd. In 1520 werd Simon opgevolgd door zijn tweede zoon George.

#### Mary Stuart

##### Begin van de regering
In 1543 werd George opgevolgd door zijn zoon Simon. In mei 1544 werd Craigmillar betrokken bij een Engelse invasie. Schotland en Engeland waren overeengekomen om een alliantie te vormen door de jonge koningin Mary uit te huwelijken aan prins Edward, zoon en troonopvolger van koning Hendrik VIII van Engeland. De Schotten weigerden deze overeenkomst te accepteren; de Engelse koning stuurde een leger onder leiding van de graaf van Hertford om de Schotten tot andere gedachten te brengen. Craigmillar Castle werd ingenomen en Sir Simon werd gevangengenomen.

De jaren erna heeft Sir Simon herstelwerkzaamheden uitgevoerd aan het kasteel.
In augustus 1561 keerde Mary Stuart terug uit Frankrijk om haar regering te beginnen. Sir Simon was een van haar meest loyale aanhangers. Op haar nominatie werd hij aangesteld als provoost van Edinburgh, een post die hij bekleedde tot 1568.
In september 1563 bracht Mary Stuart een week door op Craigmillar Castle. In die week ontving zij Thomas Randolph, ambassadeur van koningin Elizabeth I van Engeland die haar aanraadde een voor Engeland acceptabele man te nemen. Mary huwde op 29 juli 1565 met Henry, graaf van Darnley.

##### Craigmillar Bond
Op 20 november 1566 keerde Mary Stuart terug naar Craigmillar Castle. In maart was haar vriend David Rizzio in Holyrood voor haar ogen vermoord door een groep samenzweerders waar haar man Darnley ook bij betrokken was. Provoost Sir Simon Preston was haar te hulp geschoten met 400-500 man om de koningin te beschermen, maar was bevolen weg te gaan door Darnley. Op 19 juni werd haar zoon Jacobus IV van Schotland geboren. Met het begin van een ernstige ziekte en een depressie arriveerde ze in november op Craigmillar Castle. Voordat zij op 7 december het kasteel weer verliet, had zij een bijeenkomst met haar adviseurs, die het lot van Darnley bezegelde. Deze bijeenkomst kwam later bekend te staan als de Craigmillar Bond. Betrokken waren onder meer de graven van Argyll, Huntly en Bothwell, Sir James Balfour en William Maitland of Lethington.
Begin 1567 nodigde Mary Stuart haar man Darnley uit op Craigmillar Castle. Darnley vertrouwde het niet en bleef in zijn huis Kirk o'Fields in Edinburgh. In de nacht van 9 op 10 februari werd het huis met buskruit opgeblazen; toen het ontzielde lichaam van Darnley werd gevonden, bleek dat hij was gewurgd.

##### Naspel
Op 24 juli 1567 trad Mary Stuart af ten gunste van haar minderjarige zoon, terwijl zij gevangen werd gehouden in Lochleven Castle. Regenten bestuurden Schotland.
In 1572 namen soldaten onder leiding van de regent Mar hun intrek in Craigmillar Castle toen zij Edinburgh Castle belegerden dat in handen was van de aanhangers van Mary Stuart.
In 1569 werd Sir Simon Preston opgevolgd door zijn zoon David. Deze ontving onder andere James VI van Schotland op het kasteel in 1589. In 1593 werd David opgevolgd door zijn zoon George, die in 1625 werd opgevolgd door zijn broer Robert, die toen hij kinderloos stierf, werd opgevolgd door het verre familielid David Preston of Whitehill.

In 1660 verkocht Davids zoon George het kasteel en bijbehorende landerijen aan Sir John Gilmour.

### Gilmour
De advocaat Sir John Gilmour begon een uitgebreid bouwprogramma, voornamelijk gericht op het westelijke deel van de binnenplaats. In 1671 werd hij opgevolgd door zijn zoon Sir Alexander Gilmour, lid van het parlement tussen 1690 en 1702. Zijn zoon Sir Charles, die hem in 1731 opvolgde was eveneens lid van het parlement (1737-1747), net als diens zoon Sir Alexander (1761-1774).
In de achttiende eeuw verhuisde de familie Gilmour van Craigmillar Castle naar Inch House nabij Gilmerton. Het kasteel bleef onbewoond en verviel tot een ruïne. In 1775 schreef de dichter John Pinkerton Craigmillar Castle: An Elegy. Een gravure van het kasteel gepubliceerd in 1788 laat zien dat de westzijde van het kasteel, een aantal buitengebouwen en de kapel nog steeds een dak hadden.
In 1946 geeft Sir John Little Gilmour Craigmillar Castle in staatsbeheer.

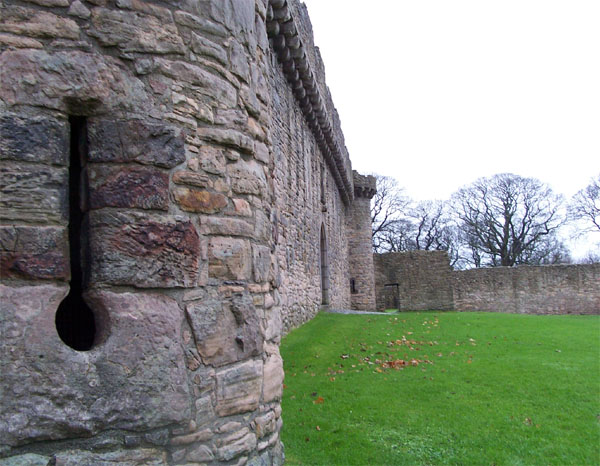
Craigmillar Castle met de 15e-eeuwse binnenste muur

## Bouw
Het oudste deel van het kasteel is de woontoren, die wordt beschermd door hoge muren gebouwd in de vijftiende eeuw. Op alle vier de hoeken staan ronde torens met schietgaten. Deze schietgaten zijn rond aan de onderzijde zodat er makkelijk een musket door kan worden gestoken om het kasteel te verdedigen. Boven op de muren loopt een galerij, die ook voorzien is van schietopeningen.
In de zestiende eeuw is er nog een buitenmuur om het geheel heen getrokken, daarmee het kasteel voorziend van twee verdedigingslinies.
In de hal in de woontoren bevindt zich nog een vuurplaats van rond 1500 die een voorbeeld is van laat gotische stijl.
In 1520 werd in een hoek in de oostelijke tuin een kapel gebouwd, gewijd aan de heilige Thomas Becket, aartsbisschop van Canterbury. De kapel is nog steeds een begraafplaats voor de Gilmours van Liberton en Craigmillar.

## Beheer
Het beheer van Craigmillar Castle is sinds 1946 in handen van Historic Scotland.